# Franz Xaver Glötzle
Franz Xaver Glötzle (né le 8 mars 1816 à Kempten, mort le 31 mai 1884 à Immenstadt) est un peintre bavarois.

## Biographie
Franz Xaver Glötzle est né hors mariage du tisserand Anton Glötzle et de la femme de chambre Catharina Geiß et est pris en charge par Julius Geiß, qui gagne sa vie en tant que sacristain pour la chapelle Saint-Georges d'Immenstadt (de), mais qui également peint des miniatures. Geiß fait former le garçon comme peintre de tonneaux et de porcelaine ; Franz Xaver Glötzle, qui peint des paysages à un jeune âge, est influencé par l'artiste local Nikolaus Drexel. Après avoir épousé Johanna Margaretha Lettenmayer en 1841, son père adoptif lui lègue sa maison. Glötzle devient aussi lithographe ; il imprime notamment les peintures de Drexel. En 1848, il crée les peintures pour le chemin de croix sur le Kalvarienberg à Immenstadt ; ceux-ci sont remplacés au XXe siècle.

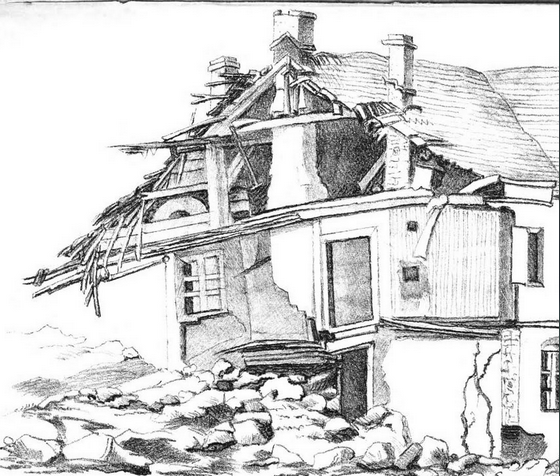
Illustration de l'inondation à Immenstadt en 1873.

Vers le milieu du XIXe siècle, il a l'idée de créer un journal. Avec l'assistant juridique Franz Offner, il sort la première édition du Wochenblattes für die Landgerichtsbezirke Immenstadt und Sonthofen le 2 avril 1859. Le journal est lithographié à partir d'un modèle manuscrit et se compose de quatre petites pages. Quelques semaines après le premier numéro, la production est trop complexe et le journal a trop peu d'acheteurs. Glötzle décide d'aborder son projet de manière plus professionnelle et complète un apprentissage en composition et impression à l'imprimerie Volkshart à Augsbourg, qu'il complète en tant que maître artisan. Le 23 février 1861, il recommence à imprimer des journaux, cette fois sur une presse à main Stanhope, après avoir reçu une licence pour publier un hebdomadaire du roi de Bavière le 12 février de la même année. L’Allgäuer Anzeigeblatt (de) devient le journal officiel de toutes les administrations municipales et des fondations du district. En 1873, il devient quotidien.
Franz Xaver Glötzle continue à travailler en tant qu'artiste. Il crée les illustrations d'un rapport de Benno Raudhenegger sur les inondations et les glissements de terrain de 1873, qui ont détruit de nombreux bâtiments à Immenstadt et fait de nombreuses victimes. De 1879 à 1882, il fait de nombreuses peintures à l'huile des ruines de l'Allgäu.
Son quatrième fils sera le peintre Ludwig Glötzle.